# QVVJFA
QVVJFA (estilizado como QVVJFA?, acrónimo de Quantas Vezes Você Já Foi Amado?) é o quarto álbum de estúdio do rapper brasileiro Baco Exu do Blues, lançado em 26 de janeiro de 2022. Diferente dos três álbuns anteriores do artista, QVVJFA é o primeiro álbum que contém mais do que nove faixas.

## Faixas
| Edição padrão  |                                                |         |  |
| N.º            | Título                                         | Duração |  |
| 1.             | "Sinto Tanta Raiva…"                           | 2:53    |  |
| 2.             | "Dois Amores"                                  | 3:31    |  |
| 3.             | "Cigana"                                       | 2:42    |  |
| 4.             | "20 Ligações"                                  | 3:13    |  |
| 5.             | "Mulheres Grandes"                             | 3:20    |  |
| 6.             | "Samba in Paris" (com Gloria Groove)           | 4:26    |  |
| 7.             | "Sei Partir" (com Muse Maya)                   | 2:56    |  |
| 8.             | "Autoestima"                                   | 2:53    |  |
| 9.             | "Lágrimas" (com Gal Costa)                     | 2:57    |  |
| 10.            | "Inimigos"                                     | 3:41    |  |
| 11.            | "Imortais e Fatais 2" (com Vinicius de Moraes) | 3:00    |  |
| 12.            | "4 da Manhã em Salvador"                       | 3:29    |  |
| Duração total: | Duração total:                                 | 39:04   |  |

## Prêmios e indicações
| Ano  | Premiação                             | Categoria                                                       | Resultado | Ref.        |
| ---- | ------------------------------------- | --------------------------------------------------------------- | --------- | ----------- |
| 2022 | Prêmio Multishow de Música Brasileira | Álbum do Ano                                                    | Indicado  | [ 3 ] [ 4 ] |
| 2022 | Grammy Latino                         | melhor álbum de rock ou música alternativa em língua portuguesa | Indicado  | [ 3 ]       |

## Histórico de lançamento
| Data                  | Formato(s)                 | Gravadora     | Ref. |
| --------------------- | -------------------------- | ------------- | ---- |
| 26 de janeiro de 2022 | Digital download streaming | 999 Altafonte |      |